# Klement Steinmetz
Klement Steinmetz   (Kindberg, 23 de març de 1915 - 2 de maig de 2001) fou un futbolista austríac que va competir durant la dècada de 1930. Jugava de davanter centre.
El 1936 va prendre part en els Jocs Olímpics d'Estiu de Berlín, on guanyà la medalla de plata en la competició de futbol. A nivell de clubs jugà al Kapfenberger SC de la lliga regional d'Estíria. Posteriorment jugà a l'SK Amateure Steyr i al Grazer SC Straßenbahn. Jugà 3 partits amb la selecció nacional en què marcà tres gols.